# Vita Merlini
La Vita Merlini (La Vie de Merlin) est un poème de l'écrivain gallois Geoffroy de Monmouth, composé en latin vers 1150 qui retrace les évènements de la vie de l'enchanteur breton Merlin en se basant sur les sources traditionnelles. 
Dans le texte, Merlin est décrit comme un prophète. Pendant plusieurs chapitres, il perd l'esprit et vit comme un animal sauvage, à l'image de Nabuchodonosor dans le Livre de Daniel. C'est aussi le premier livre qui décrit la demi-sœur du roi Arthur, la Fée Morgane.
Geoffroy avait déjà écrit à propos de Merlin dans ses deux précédents livres, Prophetiae Merlini, annoncé comme une série de prophéties du sage, et Historia regum Britanniae, la première œuvre qui établit un lien entre Merlin et le roi Arthur. La Vita Merlini présente un Merlin différent, plus proche du point de vue des traditions galloises où il est appelé Myrddin Wyllt. Tandis que l'Historia associe Merlin à Arthur, à son père Uther Pendragon et à Ambrosius dans une histoire se déroulant au Ve siècle, la Vita se passe au VIe siècle, et inclut des références à divers personnages de cette époque, comme le roi Gwenddoleu ap Ceidio et Taliesin. Geoffrey tente de relier la Vita avec ses travaux précédents, en mentionnant que Merlin avait connu Arthur longtemps auparavant.

## Sources
- (en) Vita Merlini  (trad. Basil Clarke), Cardiff: University of Wales Press, 1973 (lire en ligne)